# RQ–4 Global Hawk
Az RQ–4 Global Hawk egy távoli pilóta által irányított felderítő repülőgép, melyet a 2000-es években a Northrop Grumman fejlesztett ki az Amerikai Egyesült Államokban. Feladata a hadszíntér megfigyelése hosszú időn át (a célterület felett 24 órán át képes járőrözni) nagy magasságból, gyakorlatilag az U–2 váltótípusa. Műholdas adatátviteli rendszere segítségével a Föld bármely pontján bevethető. A gép előszéria-példányait már az Iraki szabadság hadműveletben is bevetették.

## Lásd még
- MQ–4C Triton